# 森一也
森 一也（もり かずや、 1915年（大正4年）4月8日 - 1998年（平成10年）2月1日）は、コロムビア専属の作曲家・音楽評論家（懐メロ解説）。愛知県出身。弟にアニメーション評論で知られる映画評論家の森卓也。

## 略歴
幼少の頃から詩人・西條八十の大ファンで、西條八十作の童話に親しみ、毎晩母親から読み聞かせてもらわなければ寝られぬほどであったという。昭和7年4月に愛知県の一宮中学校から明治大学附属中学校に編入、翌8年4月に家事都合で退学する。また、明治大学講堂で開かれた山田耕筰の音楽講座に出席するなど音楽についての研究に没頭し、その後、東京音楽学校（現：東京藝術大学）を卒業。一時、ビクターコンサートビューローに籍を置き、戦時中は地元名古屋で音楽教師として活躍。戦後、雑誌社などを経て、コロムビア専属の作曲家となる。仕事を通じて西條八十と知り合い厚誼を賜り、その良い関係は八十が亡くなるまで続いたという。
主にコロムビア作品の作曲、編曲で活躍。特に音楽解説の第一人者として知られ、幅広く深い知識からでる専門的かつ初心者にもわかりやすい評論者として、NHK放送の音楽番組やレコード付属の解説書などで活躍した。評論の対象は作詞家・作曲家・歌手など、少なくとも百数十人にも渡り、特に西條八十、古賀政男、古関裕而、藤山一郎、伊藤久男などの音楽作品解説・知識に関しては第一人者と言われる。また森はコロムビアのSPレコード復刻盤を企画して多大な功績を遺し、様々な雑誌や同人誌にもコラムや体験談を連載、ユーモアを交えた読みやすい文章で、現在でも、多数の研究家や文筆家が森一也の解説を引用している。最晩年まで、NHKラジオ深夜便などに出演。特に西條八十生誕100年の記念事業（CD全集、書籍など）には大きく貢献した。

## 人物
- 西條八十は小説風な回想記「女妖記」の中で、森のことを「名古屋に森一也君という、作曲をやったり、NHKの音楽解説をやったりする才人がいる。おまけにこの人はぼくの書いた物なら、詩であれ、歌であれ、 散文であれ、なんでも辞引のように知っている」と紹介している。
- 徳川夢声と交流があり、夢声は森の長男・次男の名付け親となっている（夢声『こんにゃく随想録』収録「伊勢路の旅」より）。

## 主な作品
- 『有難や節』（守屋浩）※採譜
- 『吹雪の国境』（東海林太郎）
- 歌謡曲、ご当地ソング、校歌、社歌など多数

## 出演番組
- この歌あの人 - シンポ工業提供のなつメロラジオ番組。司会者を務めた時期がある。